# Zelinkaderes klepali
Zelinkaderes klepali är en djurart som tillhör fylumet pansarmaskar, och som beskrevs av Bauer-Nebelsick 1995. Zelinkaderes klepali ingår i släktet Zelinkaderes och familjen Zelinkaderidae. Inga underarter finns listade i Catalogue of Life.